# NGC 7733
NGC 7733 (również PGC 72177) – galaktyka spiralna z poprzeczką (SBb), znajdująca się w gwiazdozbiorze Tukana. Odkrył ją John Herschel 2 listopada 1834 roku. Należy do galaktyk Seyferta typu 2. Oddziałuje grawitacyjnie z sąsiednią NGC 7734.